# Maurice Duplessis
Maurice Le Noblet Duplessis (ur. 20 kwietnia 1890 w Trois-Rivières, zm. 7 września 1959) – nacjonalistyczny polityk kanadyjski, dwukrotny premier prowincji Quebec z ramienia Unii Narodowej.

## Życiorys
Duplessis urodził się 20 kwietnia 1890 w Trois-Rivières. Ojciec Mourice Nérée Noblet Duplessis był prawnikiem. Duplessis studiował prawo na uniwersytecie Laval. W 1913 rozpoczął praktykę adwokacką.
Do parlamentu wybrany po raz pierwszy w 1927 z okręgu w rodzinnym mieście. W 1933 został liderem Konserwatywnej Partii Quebecu. W 1935 został liderem nowej partii Unii Narodowej, powstałej po połączeniu Partii Konserwatywnej z Akcja Narodowo-Liberalna powstała z secesji z Liberalnej Partii Quebecu. Nowa partia zdecydowanie wygrała wybory w 1936 i Dyplessis został premierem. Rząd w czasie swej pierwszej kadencji przeprowadził szereg istotnych reform, między innymi wprowadzając kontrowersyjne tzw. prawo kłódkowe, lecz nie zdołał doprowadzić do ożywienia gospodarczego. Spowodowało to rozłam w partii i odejście części posłów wcześniej związanych z Akcją Narodowo-Liberalną. W 1939 doszło do przesilenia politycznego związanego z początkiem II wojny światowej i związaną z tym koniecznością poboru (zobacz kryzys mobilizacyjny). Duplessis zwołał przedterminowe wybory. W czasie kampanii głównym tematem stała się wojna i udział w niej Kanady. Silne nastawienie antymobilizacyjne i brak większych sukcesów gospodarczych spowodowały klęskę wyborczą Unii Narodowej. Na okres jednej kadencji role w parlamencie się odwrócił Duplessis zasiadł w lawach opozycji, podczas gdy pobity przez niego w 1936 Adélard Godbout został premierem. Polityka liberałów nie spotkała się jednak z dobrym przyjęciem opinii społecznej w 1944 Unia Narodowa powróciła do władzy a Duplessis odzyskał fotel premiera, na który zasiadał aż do śmierci w 1959.
Sytuacja po roku 1944 była sprzyjająca dla rządów w Quebecu. Z wojny Kanada wyszła potęgą gospodarczą, podobnie jak Stany Zjednoczone, w których zaczynał się długi okres powojennej prosperity. Polityka Unii Narodowej będąca połączeniem liberalizmu w gospodarce i konserwatyzmu w polityce społecznej, doskonale wykorzystała sprzyjające warunki. Duplessis szeroko otwarł gospodarkę na inwestycje z USA. Spowodowało to szybki wzrost gospodarczy i zatrudnienia. Oszczędny w polityce fiskalnej zdołał utrzymać równowagę budżetowa przez cały okres swych rządów. Obniżając podatki i prowadząc politykę antyzwiązkową i ograniczenia roli państwa w gospodarce stworzył przyjazny klimat dla inwestycji. Jednocześnie wprowadził szeroko krytykowany system preferencji w wydatkach publicznych, balansując na krawędzi korupcji. Wielkie rządowe kontrakty trafiały zwykle do przedsiębiorstw bezpośrednio związanych z partia i wspierających ją finansowo. Duplessis dbał także o rozwój rolnictwa i terenów wiejskich. Wprowadził system tanich kredytów dla farmerów i wspierał elektryfikacje terenów wiejskich.
W życiu społecznym Duplessis stał na straży tradycyjnych wartości konserwatywnych. Był blisko związany z Kościołem katolickim. W czasach jego rządów Kościół otrzymywał bezpośrednie dofinansowanie budżetowe. Dążył także do zwiększenia roli Kościoła w systemie edukacyjnym. Popierał rodzinę jako podstawowy nośnik wartości moralnych i tradycji. Stał w stanowczej opozycji w stosunku do wszelkich przejawów wolnomyślicielstwa. Na tym polu popadł w konflikt nie tylko z liberalnymi intelektualistami, którzy jego reżim nazywali la Grande noirceur (ciemnogród). Lecz także częścią kleru, przyjaźnie nastawionego dla ruchów pracowniczych. Duplessis z wielu sporów na płaszczyźnie ideologicznej wychodził zwycięsko. I tak na przykład poparcie arcybiskupa Montrealu Josepha Charbonneau dla robotników protestujących przeciwko pracy z azbestem, kosztowało go utratę biskupstwa.
Duplessis był niestrudzonym bojownikiem o autonomię prowincjonalną. Nie był separatystą w dosłownym sensie tego słowa, lecz za jego czasów dojrzewało pod jego wpływem pierwsze pokolenie nacjonalistów, którzy w późniejszych latach podnieśli sztandar separatyzmu. W 1948 spowodował zmianę flagi Quebecu z zawierającej brytyjski union jack na fleur-de-lys, cztery burbońskie lilie na niebieskim tle.
Rządy Duplessisa, stały się jednymi z najbardziej znaczących we współczesnej historii Quebecu. Mimo swego chwilami represyjnego charakteru za jego kadencji stworzone zostało nowoczesne przemysłowe i konsumpcyjne, lecz jednocześnie znacjonalizowane społeczeństwo.
Duplessis zmarł 7 września 1959 w czasie pełnienia swych funkcji politycznych. Do śmierci pozostał kawalerem.